# 114
Glej tudi: število 114
114 (CXIV) je bilo navadno leto, ki se je po julijanskem koledarju začelo na nedeljo.

## Dogodki
- 1. januar